# Loh Dian-Yang
Loh Dian-Yang (en chino, 陸殿揚, pinyin, Loh Dian-Yáng, Shanghái, China. 1891-1972) fue un profesor de inglés y traductólogo chino que elaboró una clasificación de los cambios lingüísticos en la traducción del inglés al chino y viceversa.

## Biografìa
A los 11 años de edad, Loh obtuvo el primer puesto en un examen organizado por Zhang Yipeng, un defensor del aprendizaje occidental para todos los estudiantes menores de 15 años del área metropolitana de Shanghái. Posteriormente, fue recomendado para ingresar en la Escuela Secundaria Modelo Nanyang de Shanghái, escuela afiliada a la predecesora de la Universidad Nacional de Jiaotong.
Durante la Revolución Cultural fue obligado a declarar que era un espía del Kuomintang y su hija Lu Lanxiu, opositora del movimiento, fue exhibida por las calles y fusilada en 1970. Loh murió dos años después.

## Trayectoria
Comenzó su carrera docente en la Escuela Secundaria de Changzhou en 1909. A los 29 años se convirtió en director de la Primera Escuela Secundaria en la provincia de Jiangsu y en profesor de la Universidad de Dongnan. Años más tarde, impartió clases de inglés y de traducción en la Universidad St. John’s de Shanghái y en la Escuela Militar China para Lenguas Extranjeras, ahora conocida como Universidad de Lenguas Extranjeras del Ejército Popular de Liberación (EPL). En esta escuela coincidió con Zhang Peiji que se encargaría de muchas de las categorías de traducción de Loh y que por ende, aseguraría su duradera influencia.
En 1928 sirvió en el Ministerio de Educación en Hangzhou, en Shanghái fungió como jefe, secretario general, entre otros cargos y gracias a esto, ganó la apreciación de Chen Bulei (director de educación en la provincia de Zhejiang) y de Chen Li-fu, quien más tarde sería ministro de educación de la República de China. En 1933, Loh Dian-yang se unió al partido político del Kuomintang.
En 1935, entró al Buró de libros de Zhengzhong, que había sido fundada por el gobierno del Kuomintang para reforzar su control sobre la cultura y la educación. Loh Dian-yang ascendió gradualmente hasta el puesto de editor en jefe de la oficina.
Con la derrota de Chiang Kai-shek en 1949, consiguió ascender a un alto cargo universitario que lo ayudó a conseguir un trabajo en el ejército chino. Tras la victoria del Partido Comunista ese mismo año, abandonó el Kuomintang y entró al Ejército Popular de Liberación, donde fue profesor y director del Departamento de Inglés, con una mención al mérito de tercera clase.

## Modelo teórico sobre traducción
En 1958, el traductólogo chino publicó: Translation: Its principles and techniques (英汉翻译理论与技巧), un libro dividido en dos volúmenes. La primera versión del libro se utilizó primero en la Universidad St. John's de Shanghái, y luego, con la aprobación del Ministerio de Educación chino en 1956, se utilizó en la Escuela Militar China de Lenguas Extranjeras. Desde su publicación en 1958, el libro de texto de Loh estableció un modelo para el diseño de libros de traducción chino a inglés en China y, por consiguiente, para la enseñanza de la traducción.
La obra de Loh incluía un listado de técnicas de traducción similares a las propuestas por los teóricos franceses Vinay y Darbelnet. Debido a la similitud entre ambas propuestas en cuanto a la tipología, los objetivos, y el enfoque, según Pym, se podría inferir que existe una relación directa entre ambas teorías; sin embargo, la propuesta de Loh se caracteriza por considerar puntualmente las diferencias entre el chino y las lenguas occidentales, como, sus distintos sistemas de escritura, la importancia de los errores en las traducciones, y la naturalidad obtenida a través de la repetición.
Algunos teóricos que influyeron en su obra fueron el ruso Andrey Fedorov, el escritor escocés Alexander Fraser Tytler,  y lingüistas como Leonard Bloomfield, William Entwistle, Otto Jespersen, Henry Sweet y Zellig Harris. Andrey Fedorov publicó su obra solo cuatro años antes que el libro de Loh y fue objeto de gran discusión tanto en Rusia como en China, por lo que no es de extrañarse que haya tenido gran influencia en su trabajo. La similitud con el trabajo de Vinay y Darbelnet puede ser explicada debido a que el trabajo de Fedorov se enmarcaba en una tradición lingüística formalista que estaba en contacto con la estilística de la escuela de Ginebra, a partir de la cual trabajaban Vinay y Darbelnet.
Los términos que utiliza y la estructura de su obra han sido ampliamente adoptados en libros de traducción posteriores, como el de Zhang Peiji, Zhuang Yichuan, Zhou Fangzhu, Ye Zinan y Li Jianjun. Sin embargo, algunos académicos nacionalistas han criticado su trabajo debido a que la aplicación de técnicas de influencia occidental era inconcebible a causa de la lejanía entre una lengua y otra. Asimismo, aunque su libro todavía está disponible en las bibliotecas de China continental y de Hong Kong, dejó de imprimirse debido a la retórica antigua y a los conceptos políticos utilizados en muchos ejercicios de traducción.
Al igual que Vinay y Darbelnet, él traductólogo identificó dos métodos generales de traducción. En primera, la traducción literal (直译) que en su sentido más estricto convertía cada palabra extranjera en un carácter chino, independientemente del orden y la construcción de la frase, lo que volvía al texto ilegible para el lector. En segunda, la traducción libre (意译) que en sentido amplio podía alejarse demasiado del texto original y por ende desvirtuar al autor original. También propuso seis técnicas de traducción básicas y cinco técnicas para traducir sustantivos de origen extranjero.

### Principales técnicas de traducción

#### Omisión
Consiste en reducir o quitar elementos del texto al traducir. Debido a que lo que se considera necesario, indispensable y hasta un rasgo característico en una lengua puede ser considerado inútil, superfluo y hasta un obstáculo en la otra. Por ejemplo, en el chino generalmente se omiten los posesivos, mientras que en inglés son necesarios.
TO: She covered her face with her hand as if to protect her eyes。
Trad. Esp. Ella cubrió su cara con sus manos como si fuera a proteger sus ojos.
TM: 她用手蒙脸, 好像去保护眼睛。
[She used hand cover face, as if to protect eyes.]
Trad.Esp. [Ella usó mano cubrir cara, como para proteger ojos].

#### Amplificación
Consiste en explicitar las palabras implícitas en el texto original dentro de nuestra traducción para que la versión final sea correcta y clara, logrando que parezca parte de la lengua a la que se traduce. 
TO: 昨天元旦，人人都很高兴。
[Yesterday New Year’s Day, everybody all very happy.]
Trad. Esp. [Ayer Año nuevo, todos todos muy felices].
TM:  It was New Year’s Day yesterday and everybody felt very happy.

Trad. Esp. Ayer fue Año Nuevo y todos estaban muy felices.
En este ejemplo la conjunción está implícita en chino y explícita en inglés. Lo mismo ocurre con felt (estaban). 

#### Repetición
Consiste en la repetición de palabras necesarias para mantener efectos estilísticos. Debido a la diferencia de la naturaleza entre el inglés y el chino, las palabras repetidas en inglés no necesitan repetirse en el chino, pero las palabras omitidas o sustituidas por otras palabras en inglés con frecuencia si necesitan repetirse en el chino. 
TO: The custom has [been] handed down generation after generation.
Trad. Esp. La costumbre se ha transmitido de generación en generación.
TT:  这风俗世世代代传下去。
[The custom (has been) handed down era after era and generation after generation.]

Trad. Esp. [La costumbre (se ha) transmitido era tras era y generación tras generación].

#### Conversión
Consiste en el cambio de categoría gramatical al traducir. Cuando hay palabras en una lengua que pertenecen a una cierta parte del discurso, pero que no necesariamente se convierten en la misma parte del discurso en otra lengua. 
TO: All peace-loving people demand the prohibition of atomic weapons.
Trad. Esp. Todos los amantes de la paz exigen la prohibición de las armas atómicas.
TM: 一切爱好和平的人民都要求禁止原子武器。
[All love peace people(s) demand to prohibit atomic weapons.]

Trad. Esp. [Todos aman paz personas exigen prohibir las armas atómicas].
En este ejemplo el sustantivo prohibition (prohibición) se convierte en el verbo to prohibit (prohibir).

#### Inversión
Consiste en el cambio necesario, e incluso inevitable, del orden de palabras en una oración de acuerdo con el estándar o el uso correcto de la lengua usada.
TO: On the meadow lie several children.
Trad. Esp. En la pradera yacen varios niños.
TM: 草地上躺着几个孩子。
[Meadow on lie several children.]

Trad. Esp. [Pradera en yacen varios niños].

#### Negación
Consiste en el cambio de perspectiva debido a diferencias culturales.
TO: They never work without helping each other.
Trad. Esp. Nunca trabajan sin ayudarse mutuamente.
TM: 他们每逢工作，必互相帮助。
[They whenever work, definitely help each other.]

Trad. Esp.[Siempre que trabajan, se ayudan mutuamente].

#### Otras técnicas
Técnicas enfocadas en la traducción de sustantivos de origen extranjero que no tienen un equivalente formal en la lengua meta:
- Transliteración pura: Reproducción de los sonidos de la lengua origen. Por ejemplo, chocolate (chocolate) en inglés y 巧克力 (qiǎokèlì) en chino.
- Traducción semántica pura: Reproducción del significado de la lengua origen. Por ejemplo, airplane (avión) en inglés y 飞机 (fēijī) en chino. La técnica reside en que 飞(volar) y 机(máquina) concuerdan con el significado de airplane como máquina voladora.
- Traducción simbólica con traducción semántica al final: Reproducción de símbolos de la lengua origen. Por ejemplo, cross (cruz) en inglés y 十字架 (Shízìjià) en chino. La técnica reside en que la forma de la cruz es igual a la del carácter chino 十.

También están la combinación de transliteración y traducción semántica y la transliteración con traducción semántica al inicio o al final.

## Publicaciones
Loh escribió diversos libros sobre enseñanza del inglés,  un libro sobre enseñanza de geografía y dos libros sobre su modelo para la traducción entre el inglés y el chino:
- A Comparison of Word Order between English and Chinese.
- A Handbook of English Public Speaking.
- Geography for Junior Middle School Students.
- How to speak English.
- Translation: its principles and technique. Libro uno (1959).
- Translation: its principles and technique. Libro dos (1958).